# Gotthard Deutsch
Gotthard Deutsch, né le 31 janvier 1859 à Kanitz, Empire d'Autriche, et mort le 14 octobre 1921 à Cincinnati aux États-Unis, est un rabbin et historien austro-hongrois.
Après l'école à Nikolsburg, il part étudier à l'Université de Breslau, où il fréquente également le Séminaire théologique juif, puis poursuit ses études à Vienne. Il est professeur de religion à Brünn puis employé à Brüx. En 1891, il est nommé à la chaire de philosophie juive du Hebrew Union College de Cincinnati.
Gotthard Deutsch est l'auteur de nombreux ouvrages et de centaines d'articles de journaux. Il meurt à Cincinnati en 1921.